# The C.D. Version of the First Two Records
The C.D. Version of the First Two Records is het eerste verzamelalbum van de Amerikaanse punkband Bikini Kill. Het album werd uitgegeven in 1994 via het platenlabel Kill Rock Stars en bevat de ep Bikini Kill (1992) en de nummers van de band die zijn verschenen op het album Yeah Yeah Yeah Yeah/Our Troubled Youth (1993), een splitalbum dat Bikini Kill samen met de band Huggy Bear had laten uitgeven. In 1994 werd er ook een cassette-versie van het album uitgegeven, getiteld The Tape Version of the First Two Records.
In 2015 en 2016 werd het album heruitgegeven, ditmaal door Bikini Kill Records, het platenlabel van de band zelf. De heruitgaves van het album bevatten zeven bonustracks, die al eerder waren uitgegeven op de heruitgave van Yeah Yeah Yeah Yeah in 2014.

## Nummers
| 1. "Double Dare Ya" - 2:40 2. "Liar" - 2:35 3. "Carnival" - 1:30 4. "Suck My Left One" - 2:24 5. "Feels Blind" - 3:21 6. "Thurston Hearts the Who" - 3:45 7. "White Boy" - 2:26 8. "This Is Not a Test" - 1:59 9. "Don't Need You" - 1:27 10. "Jigsaw Youth" - 1:55 11. "Resist Psychic Death" - 1:40 12. "Rebel Girl" - 2:47 13. "Outta Me" - 2:22 | Heruitgave 1. "George Bush is a Pig" - 1:53 2. "I Busted in Your Chevy Window" - 0:58 3. "Get Out" - 1:35 4. "Why" - 2:22 5. "Fuck Twin Peaks" - 1:58 6. "Girl Soldier" - 4:20 7. "Not Right Now" - 3:34 |

## Band
- Kathleen Hanna - zang
- Billy Karren - gitaar
- Kathi Wilcox - basgitaar
- Tobi Vail - drums